# Panimerus freidbergi
Panimerus freidbergi är en tvåvingeart som beskrevs av Wagner 1984. Panimerus freidbergi ingår i släktet Panimerus och familjen fjärilsmyggor.
Artens utbredningsområde är Israel. Inga underarter finns listade i Catalogue of Life.